# Ordinul Florensian
Ordinul Florensian, în limba latină Ordo Florensis sau Floriacensis, au fost un ordin monastic din sudul Italiei evului mediu. Ordinul Florensian a fost întemeiat de Gioacchino din Fiore în anul 1189 la Abația San Giovanni in Fiore din Calabria. Ordinul a aprobat printr-o bulă papală la data de  25 august 1196 de papa Celestin al III-lea. A fost răspândit în Italia până la jumătatea secolului al XVI-lea, când în 1570 a fost integrat în Ordinul Cistercian. 

## Istorie
Ordinul Florensian fost fondat în 1189 de abatele Gioacchino din Fiore în munții Sila din Calabria, unde afirma că San Giovanni in Fiore este un „nou Nazaret al Duhului Sfânt”. Preluând din constituția, practicile și principiile cistercienilor, plus Regula benedictină, ordinul Florensian a încercat să înăsprească regulile de viață ale membrilor săi, în comparație cu ordinele existente în acel moment. Florensienii, dedicați în primul rând contemplației, mergeau desculți, iar veșmintele lor erau albe și foarte sărace. Constituția Ordinului Florensian a fost aprobată de Papa Celestin III în 1196. 
Ordinul s-a răspândit rapid, curând numărând treizeci și cinci de mănăstiri, dar se pare că nu s-a extins dincolo de Italia. Din 1470, stareții regulari au fost înlocuiți cu stareți provizorii (in commendam), ceea ce a prilejuit diverse abuzuri care au condus la declinul ordinului. 
În secolul al XVI-lea, Abația San Giovanni in Fiore și mănăstirile sale afiliate au fost unite Ordinului Cistercian sau Ordinului Dominican. În 1570, după un secol sub regimul stareților provizorii (in commendam), nu a mai rămas o singură mănăstire independentă, iar Ordinul Florensian a încetat să mai existe. 
Sub jurisdicția Ordinului Florensian s-au aflat și patru mănăstiri de femei care urmau regulile lui Gioacchino din Fiore. 

## Legături interne
- Gioacchino din Fiore
- Luca Campano
- Ranier de Ponza
- Ubertino de Casale
- Gioacchimism
- Abația San Giovanni in Fiore
- San Giovanni in Fiore